# Червона книга Республіки Тува
Червона книга Республіки Тува — офіційний документ, що містить звід відомостей про стан, поширення та заходи охорони рідкісних і таких що перебувають під загрозою зникнення, видів (підвидів, популяцій) диких тварин, дикорослих рослин і грибів, що мешкають (ростуть) на території Республіки Тува.

## Видання
Перше видання випущено у двох книгах.
У 1999 році вийшла книга з об'єктами рослинного світу, перелік яких включає 126 видів, у тому числі 100 — квіткових рослин, 4 — папоротеподібних, 5 — мохоподібних, 9 — лишайників і 8 — грибів.
У 2002 році вийшла книга з об'єктами тваринного світу, список яких включає 112 видів, у тому числі 1 — губок, 30 — комах, 6 — риб, 4 — плазунів, 50 — птахів та 21 — ссавців